# Ghindari (okręg Vâlcea)
Ghindari – wieś w Rumunii, w okręgu Vâlcea, w gminie Laloșu. W 2011 roku liczyła 23 mieszkańców.